# 구미 FS
구미 FS(Gumi Futsal Club)는 대한민국 경상북도 구미시에 있는 풋살 선수단이다. 구미풋볼클럽이 운영하는 남자 세미프로 풋살단이며, 2009년에 창단되었다.

## 역사
시민과 함께하는 시민구단이며 2009년 경북 구미를 연고로 창단하였다. 협회 리그 출범 전에는 선수 출신과 일반인이 섞여 팀을 구성되었고 2009-10시즌부터 리그에 참가하고 있다. 구미는 첫번째로 참가한 2009-10시즌에 5팀 중 3위를 기록하며 준수한 성적을 거뒀으나 팀 내부의 사정과 문제들로 인하여 다음시즌엔 6위까지 추락하고 말았으며 또 다음해에는 리그 최하위라는 불명예스러운 기록을 남기기도 했다. 2015-16시즌에는 작년 시즌의 단점을 보완하고 팀 역사상 최초의 FK리그 우승을 달성하게 된다. 암흑기에 접어들긴 했지만 2018시즌 FK컵 준우승이라는 성과를 거둔 구미는 2018-19시즌에도 용인과 무승부를 거두며 슈퍼리그 잔류를 확정했다.

## 주요 선수
- 지준민
- 원민열
- 천진우
- 정수인
- 백장현
- 박진혁
- 임윤재
- 박정수
- 정성헌 김태호 마산중앙 코치

## 구단 스태프
| 직위   | 이름   |
| ------ | ------ |
| 단장   | 원윤희 |
| 감독   | 이상진 |
| 의무   | 박기영 |
| 팀부장 | 김은서 |
| 행정   | 김상집 |

### 역대 감독
| 순번 | 이름   | 취임   | 사임 | 재임시즌  | 비고     |
| ---- | ------ | ------ | ---- | --------- | -------- |
| 1대  | 이상진 | 2009년 | 2021 | 2009~2021 | 초대감독 |

## 우승 기록

### FK리그
- 우승(1) : 2015-16

### FK컵
- 준우승(1) : 2018

## 시즌 결과

### FK 리그 및 컵
| 시즌    | 부   | 경기   | 승     | 무     | 패     | 득     | 실     | 차     | 승점   | 순위   | FK컵    |
| ------- | ---- | ------ | ------ | ------ | ------ | ------ | ------ | ------ | ------ | ------ | ------- |
| 2009-10 | 통합 | 불확실 | 불확실 | 불확실 | 불확실 | 불확실 | 불확실 | 불확실 | 불확실 | 불확실 | 불확실  |
| 2010-11 | 통합 | 12     | 5      | 1      | 6      | 42     | 54     | -12    | 16     | 3      | 1라운드 |
| 2011-12 | 통합 | 12     | 3      | 0      | 9      | 41     | 69     | -28    | 9      | 6      | 2라운드 |
| 2012-13 | 통합 | 16     | 2      | 1      | 13     | 60     | 100    | -40    | 7      | 9      | 불확실  |
| 2013-14 | 통합 | 불확실 | 불확실 | 불확실 | 불확실 | 불확실 | 불확실 | 불확실 | 불확실 | 불확실 | 2라운드 |
| 2014-15 | 통합 | 불확실 | 불확실 | 불확실 | 불확실 | 불확실 | 불확실 | 불확실 | 불확실 | 불확실 | 1라운드 |
| 2015-16 | 통합 | 불확실 | 불확실 | 불확실 | 불확실 | 불확실 | 불확실 | 불확실 | 불확실 | 1      | 1라운드 |
| 2016-17 | 통합 | 불확실 | 불확실 | 불확실 | 불확실 | 불확실 | 불확실 | 불확실 | 불확실 | 불확실 | 1라운드 |
| 2017-18 | 1    | 불확실 | 불확실 | 불확실 | 불확실 | 불확실 | 불확실 | 불확실 | 불확실 | 불확실 | 준결승  |
| 2018-19 | 1    | 15     | 4      | 3      | 8      | 52     | 72     | -20    | 15     | 5      | 준우승  |

## 참고 문헌
- “스포츠지원포털 등록 현황”. 대한체육회.
- “KFA 통합경기정보 시스템”. 대한축구협회.